# Яборовиці
Яборовиці (пол. Jaborowice, нім. Jaborowitz) — село в Польщі, у гміні Польська Церекев Кендзежинсько-Козельського повіту Опольського воєводства.
Населення — 176 осіб (2011).

## Демографія
Демографічна структура станом на 31 березня 2011 року:
|          | Загалом | Допрацездатний вік | Працездатний вік | Постпрацездатний вік |
| -------- | ------- | ------------------ | ---------------- | -------------------- |
| Чоловіки | 88      | 9                  | 68               | 11                   |
| Жінки    | 88      | 14                 | 49               | 25                   |
| Разом    | 176     | 23                 | 117              | 36                   |